# Fritz Wrampe
Fritz Wrampe (* 17. Januar 1893 in München; † 13. November 1934 in München) war ein deutscher Bildhauer, Zeichner und Graphiker. Er gilt als renommierter Tierplastiker.

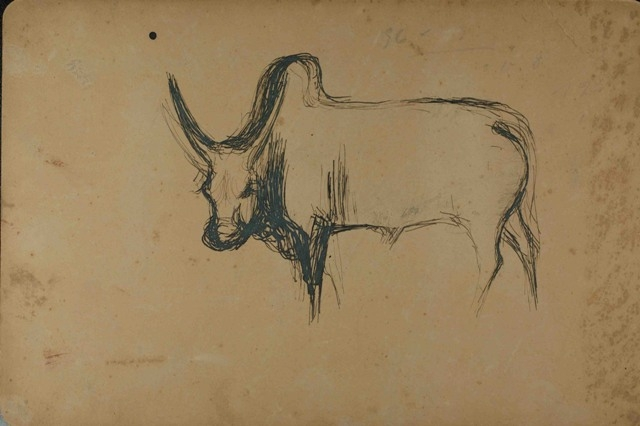
„Zebutier“, Entwurfsskizze zu einer Plastik, um 1924

## Leben und Wirken
Fritz Wrampe wurde als Sohn evangelischer Eltern 1893 in München geboren. Sein Vater war Kaufmann und stammte aus einer baltischen Familie, die Mutter kam aus Augsburg. Im November 1914 nahm er die Ausbildung beim Maler Adolf Hengeler an der Königlichen Akademie der Bildenden Künste München auf. Später hatte er auch Unterricht bei Hugo von Habermann und Heinrich von Zügel. Von 1917 bis 1923 war er an der Akademie Mitglied der Bildhauerklasse von Hermann Hahn. Es waren u. a. Toni Stadler und Ludwig Kasper seine Kommilitonen.
Wrampe war ab 1921 Mitglied der Münchner Neuen Secession. Zusammen mit dem Bildhauer Ludwig Kasper und dem Maler Florian Bosch (1900–1972) unterhielt er von 1923 bis 1928 ein Atelier im ehemaligen Schwanthaler-Museum. Ab 1928 arbeitete er als Gast im Atelier von Heinrich Kirchner. 1931 unternahm er zusammen mit diesem sowie dem Maler Max Schöfer (1895–1966) eine Studienreise nach Italien. Diese war ermöglicht durch ein Akademiestipendium und führte nach Assisi, Verona, Perugia, Rom, Neapel und Pompeji.
Fritz Wrampe litt unter nervösen Magenbeschwerden und Depressionen. Dreimal in seiner Laufbahn (das eine Mal nach dem Tod seines Vaters) sah er sich veranlasst, alle erreichbaren Arbeiten zu zerschlagen und seine Ateliereinrichtung zu verschenken. So sind von ihm nur früh veräußerte oder in seiner letzten Zeit entstandene Werke erhalten geblieben.  1934 wurde er von seiner Geliebten erschossen. Der Bildhauer Bernhard Bleeker hielt seine Trauerrede.
Wrampes künstlerisches Bestreben wird in diesem Zitat deutlich: Die Naturform muss reduziert werden und doch die ganze Natur in der Plastik enthalten bleiben.
Teilweise wurden seine Werke vom nationalsozialistischen Regime durch das Reichspropagandaministerium als „Entartete Kunst“ beschlagnahmt, so im August 1937 aus der Staatsgalerie München. Heinrich Kirchner, dem Künstlerfreund Wrampes, überließ seine Witwe den gesamten künstlerischen Nachlass zur Verwaltung.
Fritz Wrampe hat mehr als 1100 Zeichnungen hinterlassen. Zwölf seiner Druckgraphiken befinden sich als Teil der Sammlung von Alfred Kubin im Oberösterreichischen Landesmuseum Linz.
Elf seiner Lithographien befinden sich im Kubin-Haus Zwickledt: Christi Fußwaschung, Plachenwagen mit Pferd, Nackter Mann mit zwei Pferden, Männer mit Pferden, Dame im Abendkleid mit zwei Elefanten, Äsende Rehe, Panther hinter Gitter, Im Zoo, Paviane, Pferde und Büffel.

## Werke (Auswahl)
- Antilope. Bronze, 49 × 59 × 30 cm. Bayerische Staatsgemäldesammlungen – Sammlung Moderne Kunst in der Pinakothek der Moderne München.[16]
- Reiter. Bronze, 44 × 36,5 cm; 1933/1934.[17] (1937 aus Städtischer Kunsthalle Mannheim beschlagnahmt / um 1939 in Kommission in der Kunsthandlung Karl Buchholz,[18] seit 2011 Teil des Berliner Skulpturenfundes.[19])
- Stehendes Zeburind.[20]
- Mädchenakt. Zement. Verschollen. (1937 aus Bayerischen Staatsgemäldesammlungen beschlagnahmt.)
- Wartendes Pferd. Bronze, Höhe 71 cm, 1933/1934. Lehmbruck-Museum, Duisburg.[21]
- Wie Pferde in der Schwemme. Lithographie. (Aus der Jahresausstellung des Dt. Künstlerbundes 1953 angekauft durch die Hamburger Kunsthalle.[22])
- Selbstbildnis. Feder, 300 × 197 mm. Graphische Sammlung, Staatsgalerie Stuttgart.[23]

## Ausstellungen (Auswahl)
Einzelausstellungen
- 1935/1936: Ausstellung des Nachlasses. Bibliotheksbau des Deutschen Museums, München.[24]
- 1959: Gedächtnisausstellung zum 25. Todestag, Kunstverein München.
- 1993/1994: Fritz Wrampe. Zeichnungen. Staatliche Graphische Sammlung München.[25]

Gruppenausstellungen
- 1927: Zeichnungen und Skulpturen von Wrampe. Kollektivausstellung. Galerie Thannhauser, München.[26]
- 1931: Hans Gött, Walter Schulz-Matan, Fritz Wrampe. Kunstverein, München.[27]
- 1932: Düsseldorf-Münchener Kunstausstellung. Kunstpalast, Düsseldorf, 14. Mai bis 31. August.[28]
- (?) 1934/1935: Wrampes Äsende Antilope. In: Münchener Kunst. Neue Pinakothek München.[29]
- 1936: Fritz Wrampe, Toni Stadler, Heinrich Kirchner, Ludwig Kasper, Fritz Griebel, Hubert Kapusta. Kunstverein in Hamburg, 9. Mai bis 7. Juni.
- 1937: Wrampes Reiter. In: Junge deutsche Bildhauer. Städtische Kunsthalle Mannheim. (Leihgabe aus dem Nachlaß.)
- 1939: Anton Hiller, Fritz Wrampe, Toni Stadler, Heinrich Kirchner, Gerhard Marcks. Galerie Günther Franke, München.[30]
- 1947: Neue Gruppe. Städtische Galerie im Lenbachhaus, München.[31]
- 1951: Wrampes Zeburind in: Deutsche Skulptur der Gegenwart. Kestner-Gesellschaft, Hannover.[32]
- 1953: Wrampe-Gedächtnisschau innerhalb der Dritten Jahresausstellung des Deutschen Künstlerbundes, Kunsthalle am Glockengießerwall, Hamburg. (In separatem Raum vier Zeichnungen und drei Skulpturen, Äsende Antilope, Liegende Antilope und Blinder.)[33]
- 1979: Die Zwanziger Jahre in München. Münchner Stadtmuseum.[34]
- 2008/2009: Wrampes Stehendes Zeburind. In: Gestalt – Form – Figur. Hans Wimmer und die Münchener Bildhauerschule. Oberhausmuseum, Passau[35] / Ernst-Barlach-Stiftung, Güstrow[36] / Georg-Kolbe-Museum, Berlin.[37]
- 2010–2013: Wrampes Reiter. Im Rahmen der Wanderausstellung Berliner Skulpturenfund.[38]
- 2011: Giraffe, 1928. In: Giraffe, Pudel, Dromedar. Tierplastik deutscher Bildhauer des 20. Jahrhunderts aus der Sammlung Karl H. Knauf, Berlin. Edwin Scharff Museum, Neu-Ulm.[39]

## Würdigung
- Hans Eckstein: „Eins der ursprünglichsten Talente war zweifellos der verstorbene Fritz Wrampe, bei dem schwer zu sagen ist, ob seine Zeichnungen und Lithos oder seine Skulpturen die kostbarere Hinterlassenschaft sind.“[40]
- Waldemar Grzimek: „Wrampe [....] ergänzt das differenzierte Kopf- und Figurenmodellieren mit grotesken Tierkompositionen. In seiner Liegenden Antilope, dieser zeitlos schönen Plastik, findet er bewegte Flächenbeziehungen und Formkontraste, die kommende Stilformen ankündigen.“[41]
- Ernst Holzinger: „Die letzten Bildwerke sind ganz rein und vollkommen in der plastischen Vorstellung und Verwirklichung geworden, und die letzten Zeichnungen haben eine wahre graphische Meisterschaft erreicht.“[42]